# Chaetodon fremblii
Chaetodon fremblii е вид бодлоперка от семейство Chaetodontidae. Видът не е застрашен от изчезване.

## Разпространение и местообитание
Разпространен е в Малки далечни острови на САЩ (Мидуей) и САЩ (Хавайски острови).
Обитава скалистите дъна на морета и рифове. Среща се на дълбочина от 1 до 102,5 m, при температура на водата от 19,7 до 25,5 °C и соленост 34,8 – 35,3 ‰.

## Описание
На дължина достигат до 13 cm.
Популацията на вида е стабилна.